# 伊斯贝格
伊斯贝格（法語：Isbergues，法語發音：[isbɛʁɡ]）是法国上法蘭西大區加来海峡省的一个市镇，属于贝蒂讷区。

## 地理
伊斯贝格（50°37'24"N, 2°27'24"E）面积14.37 平方千米，位于法国上法蘭西大區加来海峡省，该省份为法国北部沿海省份，西北濒北海，南至索姆省，东临北部省。
与伊斯贝格接壤的市镇（或旧市镇、城区）包括：圣韦南、利斯河畔艾尔、加尔贝克、阿图瓦地区阿姆、朗布尔、马赞盖姆、诺朗丰特。

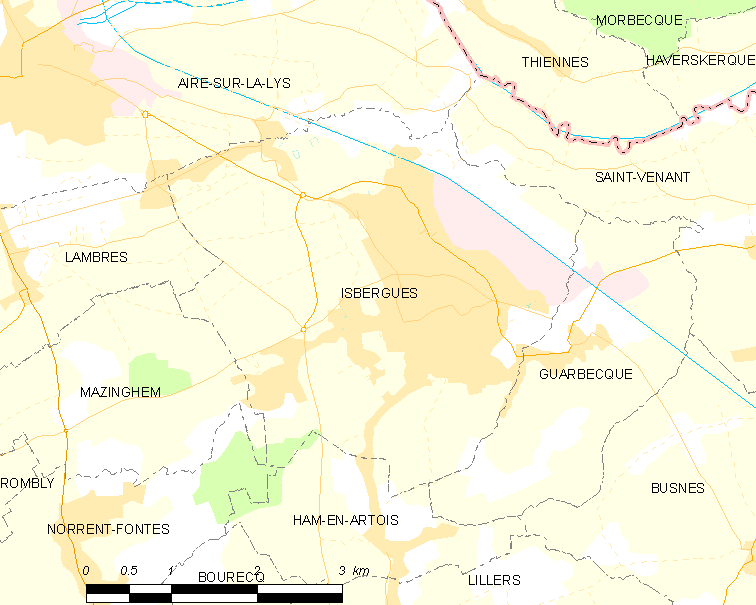
伊斯贝格的OSM定位图

伊斯贝格的时区为UTC+01:00、UTC+02:00（夏令时）。

## 行政
伊斯贝格的邮政编码为62330，INSEE市镇编码为62473。

## 政治
伊斯贝格所属的省级选区为利斯河畔艾尔县。

## 人口

1962-2008年间伊斯贝格人口变化图示

伊斯贝格于2022年1月1日时的人口数量为8653人。